# プラットフォーム (地質学)

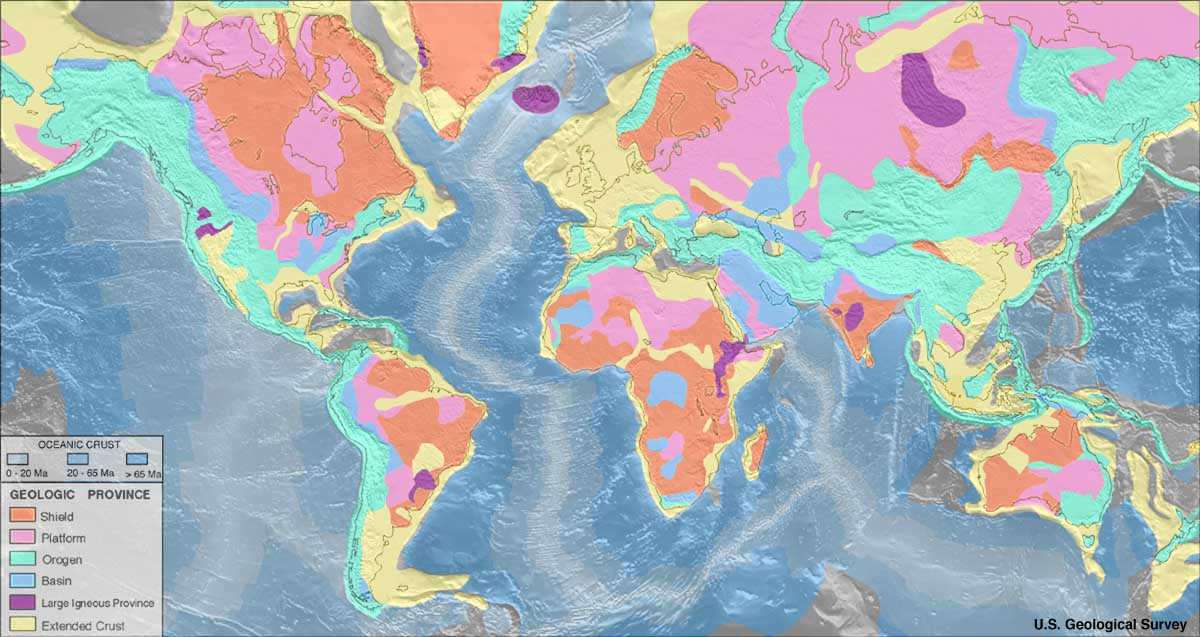
世界の地質学的区域図（アメリカ地質調査所）
楯状地
プラットフォーム
造山帯
盆地
巨大火成岩岩石区
大陸地殻延長部
海洋地殻:
0-20 Ma (100万年前)
20-65 Ma
>65 Ma

プラットフォーム（英: Platform）は、構造地質学における大陸地殻の分類に関する用語であり、地形学的に台地 (plateau) に分類される地域のうち、地球の初期に火成岩と変成岩が一体化してできた基盤岩が、ほぼ平坦または緩やかに傾斜した、主に堆積岩からなる、被覆物によって覆われた地域を指す。プラットフォーム、楯状地および露出した基盤岩がクラトンを構成している。
楯状地は、相対的にやや突出したプラットフォームの一部分が、侵食により堆積性の被覆を剥ぎ取られ、クラトンの基盤岩が露出した地域と考えられている。
なお、プラットフォームの和訳語として、「台地」が当てられる場合があるが、これは、火山性台地や堆積性台地を含む、地形学的な用語であり、英語などが持つクラトンの地表露出面を指す意味が現れない困難がある。このため、楯状地との対応で「卓状地」という用語が高等学校の検定教科書では用いられている。